# 男鹿國定公園
男鹿國定公園（日语：／ Oga Kokutei Kōen），是位在日本秋田縣男鹿市的國定公園。1973年5月15日指定。總面積11,534ha。

## 概要
男鹿國定公園以寒風山、男鹿三山與男鹿半島海岸部為主。北緯40度線上的入道崎至男鹿半島西端的海岸遍布海蝕崖與海蝕洞。其中，大棧橋（だいさんきょう）是日本海波浪所形成的奇景。戶賀灣與一之目潟、二之目潟、三之目潟是低平火山口，從高松宮宣仁親王命名的「八望台」可一覽其地形。
男鹿半島南端海岸除了哥吉拉岩等奇岩，椿地區是藪椿（ヤブツバキ）生長北限，已指定為天然紀念物。鵜之崎海岸是日本海岸百選之一。
其他景點還有男鹿溫泉鄉、男鹿水族館GAO等。

## 火山
寒風山、目潟、戶賀火山

## 主要景點
- 入道崎（日语：入道崎）
- 戶賀灣
- 男鹿溫泉鄉（日语：男鹿温泉郷）
- 寒風山（日语：寒風山 (秋田県)）
- 目潟

## 關連項目
- 國定公園
- 男鹿半島

## 外部連結
- （日語）男鹿國定公園